# Pomocne
Pomocne est une localité polonaise de la gmina de Męcinka, située dans le powiat de Jawor en voïvodie de Basse-Silésie.